# نادي استقلال خوزستان
نادي استقلال خوزستان هو أحد أندية كرة القدم في مدينة الأهواز في جنوب إيران. بعد كشف وإثبات تلاعب فريق شهرداري تبريز بالنتائج على يد الاتحاد الإيراني لكرة القدم اختير استقلال صنعتي ليحضر دوري المحترفين الإيراني. هناك فريق استقلال آخر في مدينة الأهواز وهو نادي استقلال أهواز.